# Giovanni I di Namur
Giovanni di Dampierre (in francese Jean Ier de Namur) (1267 – Parigi, 10 febbraio 1330) fu Marchese di Namur, dal 1297 sino alla sua morte.

## Origine
Secondo la Chronique normande du XIVe siècle, Giovanni era il figlio primogenito del Conte di Fiandra e Marchese di Namur, Guido I e della sua seconda moglie, la marchesa di Namur, Isabella, che, secondo la Histoire généalogique de la maison royale de Dreux (Paris), Luxembourg, era figlia del conte di Lussemburgo, di La Roche e di Arlon, Enrico V e della moglie, Margherita di Bar (1220 - 1275), che ancora secondo la Histoire généalogique de la maison royale de Dreux (Paris), Luxembourg, era figlia di Enrico II di Bar conte di Bar e di Filippa di Dreux, discendente (pronipote) dal re Luigi VI di Francia, figlia di Roberto II di Dreux e di Yolanda di Coucy.
Guido di Dampierre, secondo la Genealogica Comitum Flandriæ Bertiniana, Continuatio Leidensis et Divionensis, era il figlio secondogenito del signore di Dampierre, Guglielmo II e della futura contessa delle Fiandre e contessa di Hainaut, Margherita, che, secondo la Genealogica Comitum Flandriæ Bertiniana, Continuatio Marchianensis era la figlia secondogenita del Conte delle Fiandre, Conte di Hainaut, ed anche primo imperatore dell'impero latino di Costantinopoli, Baldovino delle Fiandre o di Hainaut e di Maria di Champagne.

## Biografia
Suo padre, Guido, era al suo secondo matrimonio; dal 1262, secondo il Iohannis de Thilrode Chronicon, in quell'anno era rimasto vedovo della prima moglie, Matilde de Béthune, che, secondo il Iohannis de Thielrode Genealogia Comitum Flandriæ, gli aveva dato otto figli:
- Roberto;
- Guglielmo;
- Giovanni;
- Baldovino;
- Filippo;
- Margherita;
- Maria;
- Beatrice.

Nel 1263, suo padre, Guido, acquistò dall'imperatore latino di Costantinopoli, Baldovino II, la contea di Namur, che era stata conquistata alcuni anni prima da Enrico V di Lussemburgo; dopo aver tentato di riconquistare la contea, Guido concluse la pace, che prevedeva il matrimonio di Guido con la figlia di Enrico V, Isabella, che avrebbe portato in dote la contea di Namur; secondo il Iohannis de Thielrode Genealogia Comitum Flandriæ il matrimonio venne celebrato nel 1264 ed Enrico V, secondo la Histoire ecclésiastique et civile du duché de Luxembourg et comté ..., Volume 5, dopo il matrimonio, cedette il marchesato alla figlia.
Nel 1290, Giovanni venne fidanzato a Bianca, figlia del re di Francia, Filippo l'Ardito
Dal 1293, suo padre, Guido, aveva avviato trattative con il re d'Inghilterra, Edoardo I promettendo in sposa al principe reale la figlia Filippa. Il re di Francia, Filippo il Bello non gradì: Guido fu fatto prigioniero, fu condotto al Louvre e fu liberato solo quando sua figlia Filippa fu consegnata al re di Francia.
Sua madre, Isabella, nel 1297, secondo la Histoire du comté de Namur, cedette il titolo di conte di Namur a Giovanni e morì l'anno seguente; secondo la Histoire ecclésiastique et civile du duché de Luxembourg et comté ..., Volume 5, il 25 settembre e fu tumulata nel Monastero di Santa Clara a Poteghem, Audenarde, nelle Fiandre orientali.
Nel 1298, suo padre, Guido, mandò in ambasciata a Roma Giovanni, assieme ai fratellastri, Roberto di Béthune, e Filippo, per chiedere a Bonifacio VIII un'intercessione per la liberazione della ragazza. L'operazione tuttavia naufragò..
Quando i Fiamminghi si sollevarono in favore di suo padre, Guido, contro il re Filippo il Bello, Giovanni si unì con un contingente di 600 uomini e prese parte allo scontro decisivo, che avvenne sotto le mura di Courtrai, l'11 luglio 1302, dove i cavalieri francesi si scontrarono contro le picche dei lavoratori fiamminghi che riportarono una netta vittoria.
Giovanni in quel periodo fu reggente della contea delle Fiandre, essendo il padre, Guido, prigioniero in Francia.
Nel 1303 si giunse ad una tregua: Guido di Dampierre poté far ritorno nella propria contea, per persuadere, senza troppo successo, i propri sudditi a sottomettersi al re di Francia. La vittoria dei francesi a Mons-en-Pévèle, nel 1304, dove fu presente anche Giovanni, aprì uno spiraglio per un negoziato che si concluse solo dopo la morte di Guido.
Suo padre, Guido morì in prigionia, nel castello di Compiègne, nel mese di febbraio del 1305, come ci viene confermato dal Chronicon Guillelmi de Nangiaco e, col permesso del re di Francia, il corpo fu trasferito nelle Fiandre e sepolto a Marquette.
Alla sua morte nelle Fiandre gli succedette il figlio di primo letto Roberto (Roberto III), mentre Giovanni gli succedette nel marchesato di Namur come Giovanni I.
Nel 1307, Giovanni rese omaggio al conte di Hainaut, Guglielmo I, anche conte d'Olanda e di Zelanda; nel 1311 fu al seguito dell'imperatore del sacro Romano impero, suo cugino primo (sua madre, Isabella era sorella del padre di Arrigo) Arrigo VII, nel suo viaggio in Italia; dovette rientrare nel suo marchesato, in tutta fretta, nell'estate del 1313, per reprimere una rivolta; la ribellione fu repressa anche co l'aiuto del Conte di Loon.
Comunque la situazione rimase tesa e incendi e saccheggi si protrassero sino al 1322, quando il 13 novembre fu concluso un trattato di pace.
Nel 1328, Giovanni fece un accordo con i lavoratori del rame, riguardo l'approvvigionamento dell'argilla ed anche un accordo con i battellieri di Namur, che viene considerato il più vecchio documento dell'organizzazione dei mestieri.
Giovanni morì a Parigi, nel 1330; secondo il Nécrologe de l'abbaye de Floreffe, Giovanni (Johannis de Flandria comitis Namurcensis) morì il 10 febbraio (IV Id Feb).
Gli succedette il figlio primogenito Giovanni, come Giovanni II.

## Matrimoni e discendenza
Giovanni, nel 1307, secondo la Continuatio Chronici Guillelmi de Nangiaco, aveva sposato Margherita di Clermont, che, sia secondo la Histoire du Bourbonnais et des Bourbons qui l'ont possédé, Volume 1, che secondo la Histoire généalogique et chronologique de la maison royale de France era il figlio primogenito del di Roberto, conte di Clermont, e della contessa di Charolais ed erede della Signoria di Borbone, Beatrice.
Giovanni da Margherita non ebbe figli.
Sempre la Continuatio Chronici Guillelmi de Nangiaco, riporta che Margherita mori, nel 1308, e che Giovanni si risposò, in seconde nozze con Maria d'Artois, che, sempre secondo la Continuatio Chronici Guillelmi de Nangiaco, era figlia di Bianca di Bretagna, moglie di, moglie di Filippo d'Artois.
Giovanni da Maria ebbe undici figli:
- Giovanni (1311 † 1335), Marchese di Namur[25];
- Guido (1312 † 1336), Marchese di Namur[25];
- Enrico (1313 † 1333), canonico
- Bianca (1316 † 1363), che sposò Magnus IV Eriksson[32], monarca del Regno di Svezia, re di Norvegia e re di Skåne;
- Filippo (1319 † 1337), Marchese di Namur[25];
- Maria (1322 † 1357) che sposò, nel 1336 Enrico II di Vianden, poi, nel 1342, Tebaldo di Bar († 1354), signore di Pierrepont, come risulta dal documento, datato 1402 della Histoire généalogique de la maison de Dreux de Bar le Duc, de Luxembourg et de Limbourg[33];
- Margherita (1323 † 1383), suora a Peteghem;
- Guglielmo (1324 † 1391), Marchese di Namur[34];
- Roberto (1325 – 1391), signore di Beaufort e di Renaix[23];
- Luigi (1325 † tra il 1378 e il 1386), signore di Peteghem e di Bailleul, sposò, nel 1365 Isabella di Pierrepont, comtessa di Roucy;
- Elisabetta (1329 † 1382), che sposò, nel 1342 Roberto († 1390), elettore palatino del Reno[35].

## Ascendenza
|                           |                          |                               | Genitori                   |  |  | Nonni |  |  | Bisnonni            |  |  | Trisnonni                |  |
|                           |                          |                               |                            |  |  |       |  |  | Guy II di Dampierre |  |  | Guglielmo I di Dampierre |  |
|                           |                          |                               |                            |  |  |       |  |  | Guy II di Dampierre |  |  | Guglielmo I di Dampierre |  |
|                           |                          | Ermengarda di Toucy           |                            |  |  |       |  |  | Guy II di Dampierre |  |  |                          |  |
| Guglielmo II di Dampierre |                          |                               |                            |  |  |       |  |  | Guy II di Dampierre |  |  |                          |  |
|                           |                          | Matilde I di Borbone          | Arcimbaldo di Borbone      |  |  |       |  |  |                     |  |  |                          |  |
|                           |                          | Matilde I di Borbone          | Arcimbaldo di Borbone      |  |  |       |  |  |                     |  |  |                          |  |
|                           |                          | Matilde I di Borbone          | Alice di Borgogna          |  |  |       |  |  |                     |  |  |                          |  |
| Guido di Dampierre        |                          | Matilde I di Borbone          |                            |  |  |       |  |  |                     |  |  |                          |  |
|                           |                          | Baldovino I di Costantinopoli | Baldovino V di Hainaut     |  |  |       |  |  |                     |  |  |                          |  |
|                           |                          | Baldovino I di Costantinopoli | Baldovino V di Hainaut     |  |  |       |  |  |                     |  |  |                          |  |
|                           |                          | Baldovino I di Costantinopoli | Margherita I di Fiandra    |  |  |       |  |  |                     |  |  |                          |  |
| Margherita II di Fiandra  |                          | Baldovino I di Costantinopoli |                            |  |  |       |  |  |                     |  |  |                          |  |
|                           |                          | Maria di Champagne            | Enrico I di Champagne      |  |  |       |  |  |                     |  |  |                          |  |
|                           |                          | Maria di Champagne            | Enrico I di Champagne      |  |  |       |  |  |                     |  |  |                          |  |
|                           |                          | Maria di Champagne            | Maria di Francia           |  |  |       |  |  |                     |  |  |                          |  |
| Giovanni I di Namur       |                          | Maria di Champagne            |                            |  |  |       |  |  |                     |  |  |                          |  |
|                           | Valerano III di Limburgo | Enrico III di Limburgo        |                            |  |  |       |  |  |                     |  |  |                          |  |
|                           | Valerano III di Limburgo | Enrico III di Limburgo        |                            |  |  |       |  |  |                     |  |  |                          |  |
|                           | Valerano III di Limburgo | Sofia di Saarbrücken          |                            |  |  |       |  |  |                     |  |  |                          |  |
| Enrico V di Lussemburgo   | Valerano III di Limburgo |                               |                            |  |  |       |  |  |                     |  |  |                          |  |
|                           |                          | Ermesinda di Lussemburgo      | Enrico IV di Lussemburgo   |  |  |       |  |  |                     |  |  |                          |  |
|                           |                          | Ermesinda di Lussemburgo      | Enrico IV di Lussemburgo   |  |  |       |  |  |                     |  |  |                          |  |
|                           |                          | Ermesinda di Lussemburgo      | Agnese di Gheldria         |  |  |       |  |  |                     |  |  |                          |  |
| Isabella di Lussemburgo   |                          | Ermesinda di Lussemburgo      |                            |  |  |       |  |  |                     |  |  |                          |  |
|                           |                          | Enrico II di Bar              | Teobaldo I di Bar          |  |  |       |  |  |                     |  |  |                          |  |
|                           |                          | Enrico II di Bar              | Teobaldo I di Bar          |  |  |       |  |  |                     |  |  |                          |  |
|                           |                          | Enrico II di Bar              | Ermesinda di Bar-sur-Seine |  |  |       |  |  |                     |  |  |                          |  |
| Margherita di Bar         |                          | Enrico II di Bar              |                            |  |  |       |  |  |                     |  |  |                          |  |
|                           |                          | Filippa di Dreux              | Roberto II di Dreux        |  |  |       |  |  |                     |  |  |                          |  |
|                           |                          | Filippa di Dreux              | Roberto II di Dreux        |  |  |       |  |  |                     |  |  |                          |  |
|                           |                          | Filippa di Dreux              | Agnès de Baudement         |  |  |       |  |  |                     |  |  |                          |  |
|                           |                          | Filippa di Dreux              |                            |  |  |       |  |  |                     |  |  |                          |  |

### Letteratura storiografica
- Austin Lane Poole, "L'interregno in Germania", cap. IV, vol. V (Il trionfo del papato e lo sviluppo comunale) della Storia del mondo medievale, 1999, pp. 128–152
- Hilda Johnstone, "Inghilterra: Edoardo I e Edoardo II", cap. XVIII, vol. VI (Declino dell'impero e del papato e sviluppo degli stati nazionali) della Storia del Mondo Medievale, 1999, pp. 673–717.
- Henry Pirenne, "I Paesi Bassi", cap. XII, vol. VII (L'autunno del Medioevo e la nascita del mondo moderno) della Storia del Mondo Medievale, 1999, pp. 411–444.
- Benedetto Croce, Vite di avventura fede e passione, Bari, Laterza, 1953, cap.I («Filippo di Fiandra»)
- (FR)  Histoire du comté de Namur
- (FR)  Histoire ecclésiastique et civile du duché de Luxembourg et comté ., Volume 5.
- (FR)  Histoire généalogique de la maison royale de Dreux (Paris), Luxembourg.
- (FR)  Chronique normande du XIVe siècle.
- (FR)  Histoire généalogique et chronologique de la maison royale de France, Ducs de Bourbon.
- (FR)  #ES Histoire du Bourbonnais et des Bourbons qui l'ont possédé, Volume 1.
- (EN)  Queens and Queenship in Medieval Europe